# Municipio de North Germany
El municipio de North Germany (en inglés: North Germany Township) es un municipio ubicado en el condado de Wadena en el estado estadounidense de Minnesota. En el año 2010 tenía una población de 313 habitantes y una densidad poblacional de 3,36 personas por km².

## Geografía
El municipio de North Germany se encuentra ubicado en las coordenadas 46°34′54″N 94°57′38″O / 46.58167, -94.96056. Según la Oficina del Censo de los Estados Unidos, el municipio tiene una superficie total de 93.18 km², de la cual 93,16 km² corresponden a tierra firme y (0,02 %) 0,02 km² es agua.

## Demografía
Según el censo de 2010, había 313 personas residiendo en el municipio de North Germany. La densidad de población era de 3,36 hab./km². De los 313 habitantes, el municipio de North Germany estaba compuesto por el 99,04 % blancos y el 0,96 % eran de una mezcla de razas. Del total de la población el 1,6 % eran hispanos o latinos de cualquier raza.